# Bauska
Bauska er en by i det sydlige Letland, med et indbyggertal på cirka 10.361 . Byen ligger i Bauskas distrikt ved bredden af floden Lielupe, hvor også Bauska Slot ligger.